# Lista de governantes da Lituânia
Esta é uma lista de chefes de Estado da Lituânia. A linha do tempo inclui todos os chefes de Estado da Lituânia como uma entidade soberana, legitimamente parte de uma entidade soberana maior, um estado cliente ou uma república constituinte sujeita a uma autoridade externa. Atualmente, o chefe de Estado é o presidente da Lituânia.
| Nº                                         | Presidente              | Retrato               | Período do mandato                                | Partido                         | Eleição               | Notas                 |
| República da Lituânia                      | República da Lituânia   | República da Lituânia | República da Lituânia                             | República da Lituânia           | República da Lituânia | República da Lituânia |
| ------------------------------------------ | ----------------------- | --------------------- | ------------------------------------------------- | ------------------------------- | --------------------- | --------------------- |
| 1                                          | Antanas Smetona         |                       | 2 de novembro de 1918 – 19 de junho de 1919       | Partido do Progresso Nacional   | -                     |                       |
| ―                                          | Aleksandras Stulginskis |                       | 19 de junho de 1919 – 7 de junho de 1926          | Partido Democrata Cristão       | -                     |                       |
| 2                                          | Aleksandras Stulginskis | -                     | 19 de junho de 1919 – 7 de junho de 1926          | Partido Democrata Cristão       |                       |                       |
| 3                                          | Kazys Grinius           |                       | 7 de junho de 1926 – 18 de dezembro de 1926       | União Popular dos Camponeses    | -                     |                       |
| ―                                          | Jonas Staugaitis        |                       | 18 de dezembro de 1926 – 19 de dezembro de 1926   | União Popular dos Camponeses    | -                     |                       |
| ―                                          | Aleksandras Stulginskis |                       | 19 de dezembro de 1926                            | Partido Democrata Cristão       | -                     |                       |
| 4                                          | Antanas Smetona         |                       | 19 de dezembro de 1926 – 15 de junho de 1940      | União Nacionalista              | -                     |                       |
| ―                                          | Antanas Merkys          |                       | 15 de junho de 1940 ― 17 de junho de 1940         | União Nacionalista              | -                     |                       |
| ―                                          | Justas Paleckis         |                       | 17 de junho de 1940 ― 15 de agosto de 1940        | Partido Comunista               | -                     |                       |
| República Socialista Soviética da Lituânia |                         |                       |                                                   |                                 |                       |                       |
| 1                                          | Antanas Sniečkus        |                       | 21 de julho de 1940 ― 24 de junho de 1941         | Partido Comunista               | -                     |                       |
| Governo Provisório da Lituânia             |                         |                       |                                                   |                                 |                       |                       |
| ―                                          | Juozas Ambrazevičius    |                       | 24 de junho de 1941 ― 5 de agosto de 1941         | nenhum                          | -                     |                       |
| Generalbezirk Litauen (Ocupação alemã)     |                         |                       |                                                   |                                 |                       |                       |
| 1                                          | Adrian von Renteln      |                       | 5 de agosto de 1941 ― 1 de agosto de 1944         | Partido Nazista                 | -                     |                       |
| República Socialista Soviética da Lituânia |                         |                       |                                                   |                                 |                       |                       |
| (1)                                        | Antanas Sniečkus        |                       | 13 de julho de 1944 ― 22 de janeiro de 1974       | Partido Comunista               | -                     |                       |
| ―                                          | Valery Khazarov         |                       | 22 de janeiro de 1974 ― 18 de fevereiro de 1974   | Partido Comunista               | -                     |                       |
| 2                                          | Petras Griškevičius     |                       | 18 de fevereiro de 1974 ― 14 de novembro de 1987  | Partido Comunista               | -                     |                       |
| ―                                          | Nikolai Mitkin          |                       | 14 de novembro de 1987 ― 1 de dezembro de 1987    | Partido Comunista               | -                     |                       |
| 3                                          | Ringaudas Songaila      |                       | 1 de dezembro de 1987 ― 19 de outubro de 1988     | Partido Comunista               | -                     |                       |
| 4                                          | Algirdas Brazauskas     |                       | 15 de janeiro de 1990 ― 11 de março de 1990       | Partido Comunista               | -                     |                       |
| República da Lituânia                      |                         |                       |                                                   |                                 |                       |                       |
| ―                                          | Vytautas Landsbergis    |                       | 11 de março de 1990 ― 25 de janeiro de 1992       | Sąjūdis                         | -                     | [ nota 1 ]            |
| 1                                          | Algirdas Brazauskas     |                       | 25 de janeiro de 1992 ― 25 de fevereiro de 1998   | Partido Democrático Trabalhista | 1993                  | [ nota 2 ]            |
| 2                                          | Valdas Adamkus          |                       | 26 de fevereiro de 1998 ― 25 de fevereiro de 2003 | nenhum                          | 1997-98               |                       |
| 3                                          | Rolandas Paksas         |                       | 26 de fevereiro de 2003 ― 12 de julho de 2004     | Ordem e Justiça                 | 2002-03               | [ nota 3 ]            |
| 4                                          | Valdas Adamkus          |                       | 12 de julho de 2004 ― 12 de julho de 2009         | nenhum                          | 2004                  |                       |
| 5                                          | Dalia Grybauskaitė      |                       | 12 de julho de 2009 ― 12 de julho de 2019         | nenhum                          | 2009 2014             | [ nota 4 ]            |
| 6                                          | Gitanas Nauseda         |                       | 12 de julho de 2019 ― presente                    | nenhum                          | 2019                  |                       |